# Kuk (Fungom)
Pour les articles homonymes, voir Kuk.
Kuk est un village du Cameroun situé dans la région du Nord-Ouest, le département du Menchum et l'arrondissement de Fungom (commune de Zhoa), à proximité du lac Nyos et de la frontière avec le Nigeria.

## Population
Lors du recensement de 2005, le village comptait 2 391 habitants.
Avec Achaf, Kumfutu Nzela, Echuapo et Ebo, c'est l'un des rares villages où l'on parle le kuk, une langue bantoïde méridionale des Grassfields, en voie de disparition, qui porte son nom.